# Omdurman
Omdurman er en by i det sydlige Sudan, der med et indbyggertal (pr. 2008) på 2.395.159 er landets største by. Byen er hovedstad i delstaten Khartoum, og ligger på den vestlige bred af Nilen over for byen Khartoum. Omdurman udgør sammen med Khartoum og Bahri landets kulturelle og industrielle centrum.

## Etymologi
Omdurman var oprindeligt kendt som Wen-Dhurman på dinkasproget, der er Sudans oprindelige indbyggeres sprog. Disse indbyggere er trængt sydpå af arabiske muslimer, der nu bebor det nordlige Sudan. "Wen-Dhurman" betyder "søn, der sørger over sin mor." 
En historie fortæller, at moderen til Deng Abuk, der er Dinka-stammens legendariske forfader, druknede, da de krydsede Nilen på vej mod syd. Sønnen kunne ikke acceptere tragedien og forblev grædende ved floden i dagevis, indtil forbipasserende fandt ham. Som svar på, hvorfor han græd, sagde han, at han sørgede over sin mor. Og således fik stedet sit navn. 

## Historie
I 1884 gjorde Muhammed Ahmad (1844-85), der havde udråbt sig selv som mahdien i 1881, landsbyen Omdurman til sit militære hovedkvarter. Konflikterne, der fulgte og varede ved de næste 15 år, er blevet kendt som "Mahdistoprøret". Efter sejren over den belejrede, ægyptisk-britiske by Khartoum i 1885 gjorde Mahdis efterfølger, Abdullahi ibn Muhammed (1846-99), Omdurman til hovedstad. Abdullahi ibn Muhammed blev i 1880 udnævnt til kalif af Muhammed Ahmad.
Byen, der huser Mahdis grav, voksede hurtigt til trods for nye konflikter. Men i Slaget ved Omdurman den 2. september 1898 (der egentlig fandt sted i den nærliggende landsby, Kerreri,) tildelte de britisk-ægyptiske tropper under ledelse af lord Kitchener mahdiststyrkerne et afgørende nederlag og sikrede britisk kontrol over Sudan. 
Kitchener genetablerede Khartoum som hovedstad, og fra 1899 til 1956 blev Sudan regeret af Storbritannien og Ægypten i fællesskab. Selv om det meste af Omdurman blev ødelagt under slaget, blev Mahdis grav restaureret.
Den 10. maj 2008 rykkede Darfur oprørsgruppen, Justice and Equality Movement, ind i byen, hvor den sloges med sudanesiske regeringstropper. Dens mål var at vælte Omar Hassan al-Bashirs regering.

## Kuriosa
- Slaget ved Omdurman er skildret i bogen The River War (1899) af Winston Churchill, der selv deltog i slaget som 24-årig husarløjtnant.
- I brætspillet, Afrikas Stjerne, er det Omdurman, der står for besøget i regionen og ikke Khartoum.

15°39′N 32°29′Ø / 15.650°N 32.483°Ø
- Wikimedia Commons har flere filer relateret til Omdurman